# زاگیر شاخیف
زاگیر شاخیف (به روسی: Загир Шахиев؛ زادهٔ ۱۵ آوریل ۱۹۹۹) یک کشتی‌گیر آزادکار اهل کشور روسیه است.
از افتخارات وی می‌توان به کسب مدال طلا قهرمانی کشتی جهان ۲۰۲۱ اشاره کرد.

## فعالیت حرفه‌ای

### قهرمانی کشتی جهان ۲۰۲۱
شاخیف در وزن ۶۵ کیلوگرم کشتی آزاد قهرمانی کشتی جهان ۲۰۲۱ اسلو شرکت کرد، او در این مسابقات روحیت سینگ از هند، صلاح‌الدین کلیجسالیان از ترکیه و تومور-اچیر تولگا از مغولستان را شکست داد و به فینال رسید. وی در فینال امیرمحمد یزدانی از ایران را شکست داد و مدال طلا را بدست آورد.